# Anne Hathaway (Shakespeare)
Anne Hathaway (Shottery, 1555 o 1556 – Stratford-upon-Avon, 6 agosto 1623) fu la moglie di William Shakespeare. Si sposarono nel 1582 e lei sopravvisse alla morte del marito per sette anni.
Si sa molto poco sul suo conto al di là di alcuni riferimenti in documenti legali, ma la sua personalità e la sua relazione con Shakespeare sono state oggetto di speculazioni da parte degli storici e degli scrittori.

## Biografia
Si suppone che Anne Hathaway sia cresciuta a Shottery, un piccolo villaggio ad ovest di Stratford-upon-Avon, Warwickshire, nella fattoria della sua famiglia, che è attualmente il luogo di maggiore interesse turistico della zona. Suo padre, Richard Hathaway, un agricoltore yeoman, morì nel settembre 1581 e lasciò alla figlia la somma di "sei sterline, quattro scellini e tredici pence" da ricevere "al giorno del suo matrimonio". Nel testamento, Richard Hathaway chiamò la figlia "Agnes" invece che "Anne".

### Matrimonio

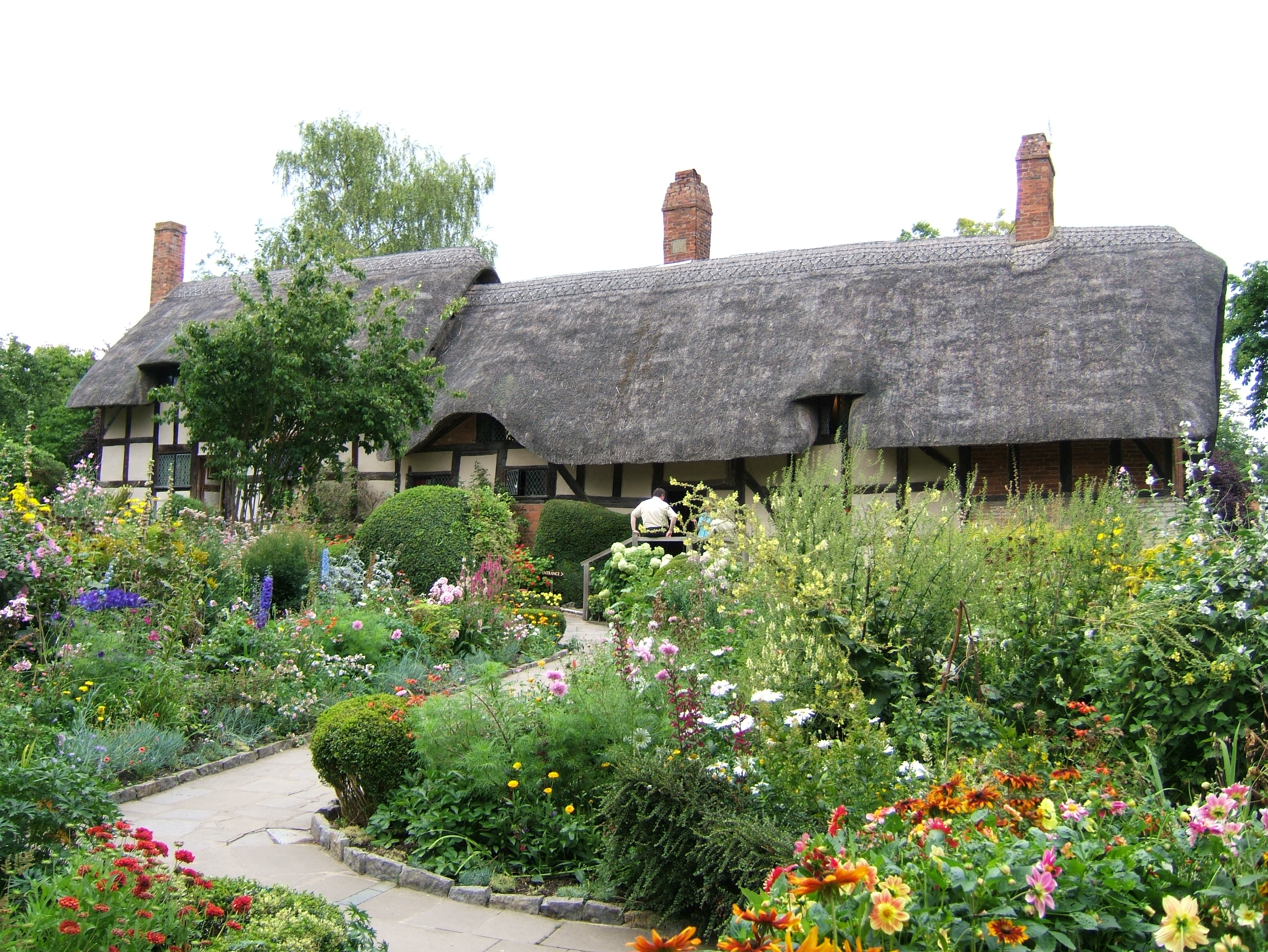
La fattoria della famiglia Hathaway vicino Stratford.

Hathaway sposò William Shakespeare nel novembre 1582 incinta del primo figlio della coppia, che nacque sei mesi dopo. Hathaway aveva circa 26/27 anni mentre Shakespeare era appena diciottenne. Questa differenza d'età, insieme alla gravidanza prematrimoniale della donna, è stata impiegata da alcuni storici come prova del fatto che si trattasse di un "matrimonio riparatore", a cui Shakespeare fu costretto dalla famiglia della Hathaway. Tuttavia, non esistono prove che dimostrino ingerenze della famiglia Hathaway nei confronti di Shakespeare.
Per un certo periodo si è creduto che questo punto di vista potesse essere sostenuto da documenti del registro episcopale a Worcester, il quale registrava in lingua latina il rilascio di una licenza di nozze a "Wm Shaxpere" ed una "Annam Whateley" di Temple Grafton. Il giorno seguente, Fulk Sandells e John Richardson, amici della famiglia Hathaway di Stratford, firmarono una garanzia finanziaria di £40 per il matrimonio di "William Shakespeare e Anne Hathawey". Frank Harris, nel saggio The Man Shakespeare del 1909, sostenne che questi documenti fossero la prova che Shakespeare avesse una relazione con due donne. Aveva scelto di sposare Anne Whateley ma, quando la notizia divenne nota, fu immediatamente costretto dalla famiglia Hathaway a sposare la loro figlia gravida. Harris credeva che "il disgusto di Shakespeare per sua moglie fosse smisurato" a causa del modo con cui era stato "incastrato", e che questa fosse stata la spinta per decidere di lasciare Stratford e perseguire una carriera nel teatro.
Tuttavia, secondo quanto scritto da Stanley Wells, nel saggio Oxford Companion to Shakespeare, la maggior parte degli studiosi moderni ritengono che il nome Annam Whateley fosse "quasi certamente il risultato di un errore di trascrizione".
Germaine Greer sostiene che la differenza di età fra Shakespeare e la Hathaway non è una prova che lui sia stato costretto a sposarla. Le donne, come l'orfana Hathaway, spesso rimanevano a casa a prendersi cura dei fratelli più piccoli e finivano per sposarsi verso i trent'anni. Come marito, Shakespeare offriva poche prospettive: la sua famiglia era caduta in rovina, mentre Anne proveniva da una famiglia socialmente ed economicamente in buone condizioni; questa unione sarebbe stata considerata un "colpo". Come se non bastasse, matrimoni "handfast" e gravidanze prematrimoniali erano abbastanza frequenti all'epoca. Shakespeare, certamente, doveva sposare la Hathaway, avendola messa incinta, ma non c'è alcun motivo per credere che questo non fosse nelle sue intenzioni. È quasi certo che le famiglie della sposa e dello sposo si conoscevano.

### Vita matrimoniale
Anne ebbe tre figli: Susanna, nata nel 1583, ed i gemelli Hamnet e Judith, nati nel 1585. Spesso si è sostenuto che Shakespeare provasse antipatia per la moglie, ma non vi è alcuna documentazione o corrispondenza a sostegno di questa supposizione. Per la maggior parte della loro vita matrimoniale, lui visse a Londra, scrivendo e recitando le proprie opere, mentre lei rimase a Stratford. Tuttavia, secondo John Aubrey, lui ritornava a Stratford per un certo periodo ogni anno. È significativo anche che quando abbandonò il teatro nel 1613 Shakespeare abbia scelto di vivere a Stratford con la moglie, piuttosto che a Londra.

### Il testamento di Shakespeare
Molto è stato detto a proposito del testamento con cui Shakespeare lasciava ad Anne soltanto il "secondo miglior letto". Alcune spiegazioni sono state offerte: primo, è stato affermato che, secondo la legge, Anne Hathaway aveva diritto a ricevere un terzo del patrimonio del marito, indipendentemente dal suo testamento; secondo, è stato ipotizzato che la Hathaway doveva essere mantenuta dai propri figli; e, più recentemente, Germaine Greer ha messo a punto una nuova spiegazione basata sulla ricerca in altri testamenti ed accordi matrimoniali di quel periodo e di quel luogo. La Greer contesta l'affermazione che le vedove avevano automaticamente diritto ad un terzo del patrimonio del marito e suggerisce che una condizione del matrimonio della figlia maggiore di Shakespeare, Susanna, con un marito abbiente, fosse probabilmente che Susanna ereditasse la maggior parte del patrimonio di Shakespeare. Questo spiegherebbe altri esempi di lasciti di Shakespeare apparentemente poco generosi, come il trattamento di sua figlia minore Judith.
Greer inoltre discute su alcune indicazioni che tendono a supportare le speculazioni relative al fatto che la Hathaway avesse una propria sicurezza economica. Il National Archives dichiara che "letti e altri pezzi di arredamento della casa erano l'unico lascito per la moglie" e che, abitualmente, i figli ricevevano gli oggetti migliori mentre la vedova il resto. All'epoca di Shakespeare, i letti dei cittadini benestanti erano oggetti costosi, a volte equivalenti in valore a una piccola casa. Il lascito non era dunque di importanza minore come potrebbe sembrare per gli standard moderni. Secondo il costume elisabettiano il letto migliore in una casa era riservato agli ospiti. Se ciò è vero, quindi il letto che Shakespeare lasciò ad Anne avrebbe potuto essere proprio il loro letto matrimoniale e quindi non andava inteso come un'offesa.

### Sepoltura

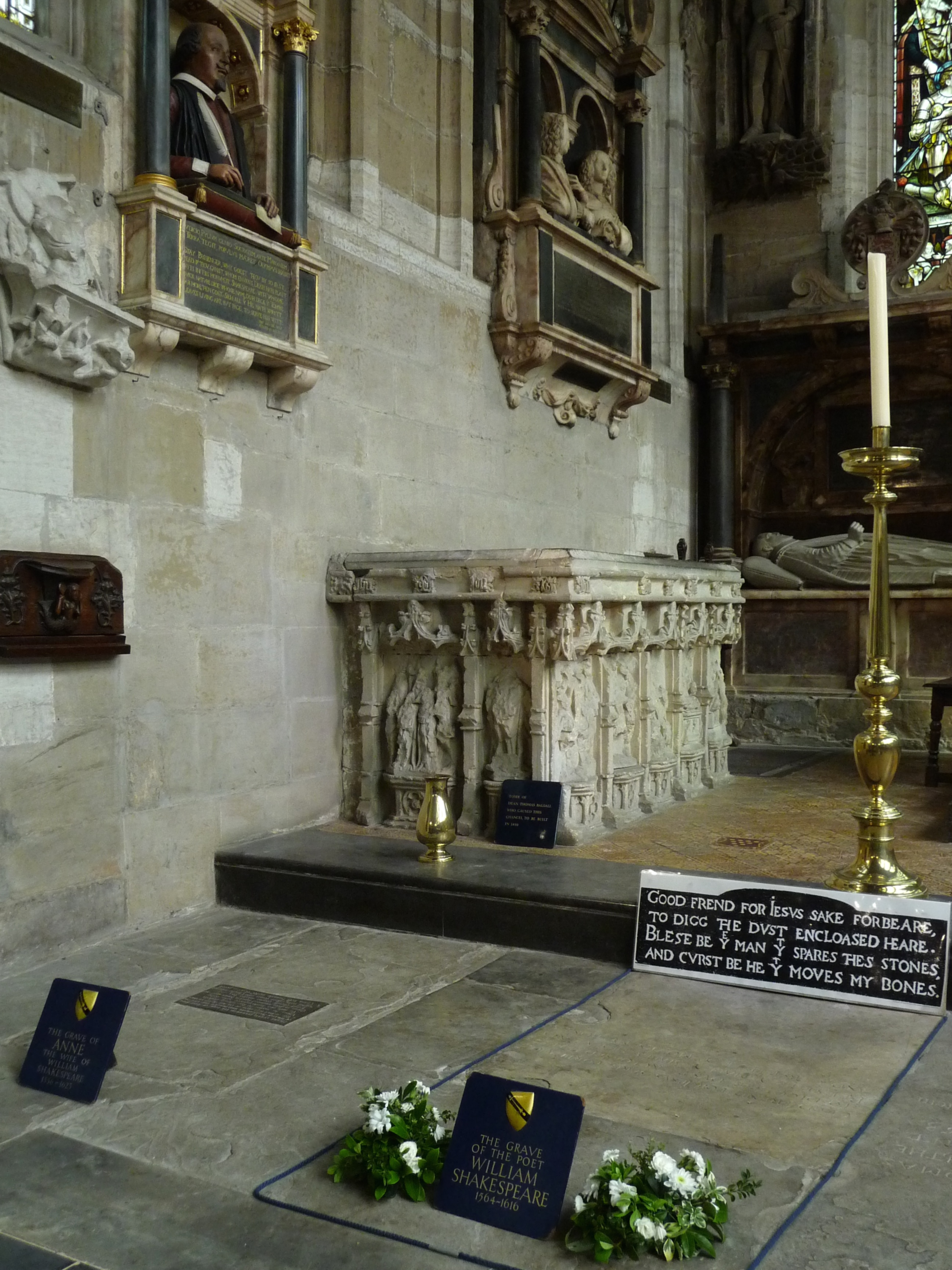
Le tombe di Anne e William sotto il monumento funerario di Shakespeare.

La Hathaway fu sepolta accanto al marito nella chiesa della Santissima Trinità di Stratford-upon-Avon. L'iscrizione dice: «Qui riposa il corpo di Anne moglie di William Shakespeare che ha lasciato questa vita il sesto giorno dell'agosto 1623 all'età di 67 anni». Segue un'iscrizione in latino. L'iscrizione potrebbe essere stata scritta da John Hall per conto di sua moglie Susanna, la figlia di Anne.

## Anne Hathaway nella letteratura

### Sonetti di Shakespeare
Uno dei sonetti di Shakespeare, il numero 145, pare faccia riferimento ad Anne Hathaway; le parole "hate away" (in italiano "odio via") potrebbero essere un gioco di parole (nella pronuncia elisabettiana) con il cognome "Hathaway". È stato inoltre suggerito anche che i versi successivi, "And saved my life" (in italiano "e salvò la mia vita"), sarebbero stati indistinguibili nella pronuncia da "Anne saved my life" (in italiano "Anne salvò la mia vita"). Il sonetto differisce da tutti gli altri nella lunghezza dei versi. Il suo linguaggio e la sintassi abbastanza semplici hanno portato a suggerire che è stato scritto molto prima rispetto agli altri sonetti, più maturi.
Breathed forth the sound that said 'I hate'

To me that languish'd for her sake;

But when she saw my woeful state

Straight in her heart did mercy come,

Chiding that tongue that ever sweet

Was used in giving gentle doom,

And taught it thus anew to greet:

'I hate' she alter'd with an end,

That follow'd it as gentle day

Doth follow night, who like a fiend

From heaven to hell is flown away;

'I hate' from hate away she threw,

And saved my life, saying 'not you.'»
bisbigliarono un suono che diceva "Io odio"

a me, che per amor suo languivo:

ma quando ella avvertì il mio penoso stato,

subito nel suo cuore scese la pietà

a rimproverar la lingua che sempre dolce

soleva esprimersi nel dar miti condanne;

e le insegnò a parlarmi in altro modo,

"Io odio" ella emendò con un finale,

che le seguì come un sereno giorno

segue la notte che, simile a un demonio,

dal cielo azzurro sprofonda nell'inferno.

Dalle parole "Io odio" ella scacciò ogni odio

e mi salvò la vita dicendomi "non te".»

### Altre opere
La seguente poesia per Anne è stata attribuita a Shakespeare, benché il linguaggio e lo stile non siano tipici dei suoi versi. È ampiamente attribuita a Charles Dibdin (1748–1814) e potrebbe essere stata scritta per lo Shakespeare Festival di Stratford-upon-Avon del 1769:
To rate her charms, I'd call them heaven;

For though a mortal made of clay,

Angels must love Anne Hathaway;
She hath a way so to control,

To rapture the imprisoned soul,

And sweetest heaven on earth display,

That to be heaven Anne hath a way;
She hath a way,

Anne Hathaway,–

To be heaven's self Anne hath a way.»

### Letteratura dopo il 1900

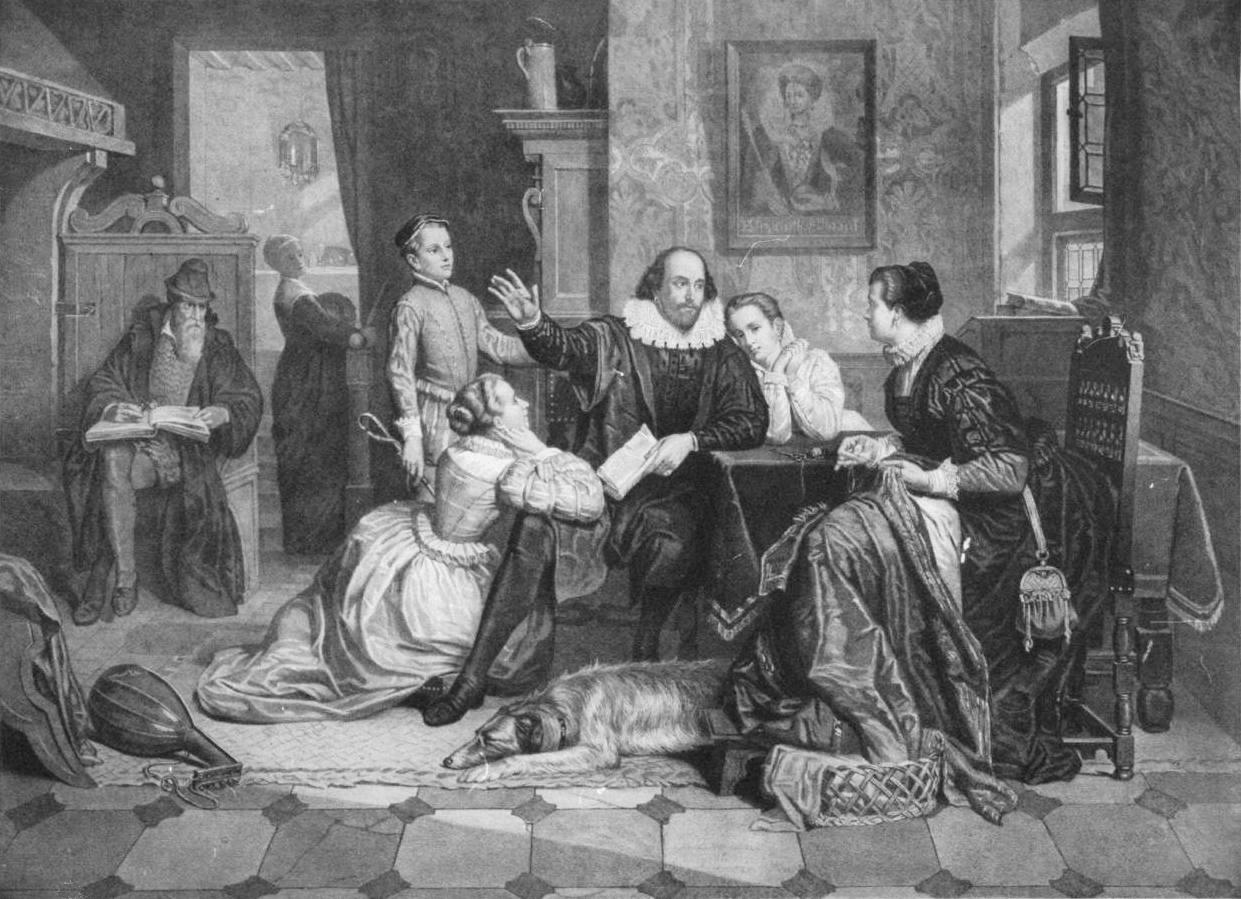
Una incisione del XIX secolo raffigurante Shakespeare come un padre di famiglia circondato dai suoi figli, che ascoltano affascinati le sue storie. Anne è raffigurato a destra intenta a cucire.

Una tendenza in letteratura Hathaway nel secolo XX è stato quello di immaginare lei come un'adescatrice sessualmente incontenibile, o alternativamente del tutto frigida. La letteratura più recente ha sviluppato rappresentazioni alternative della Hathaway.
Una Anne adultera è stata immaginata dal personaggio di James Joyce, Stephen Dedalus, che fa una serie di riferimenti alla Hathaway. In Ulisse, Dedalus pensa che il famigerato lascito del "secondo miglior letto" era una punizione per i suoi tradimenti, e sempre nello stesso romanzo, Dedalus analizza il matrimonio di Shakespeare con un gioco di parole: "He chose badly? He was chosen, it seems to me. If others have their will Ann hath a way" (in italiano: "Ha scelto male? È stato scelto, mi sembra. Se gli altri hanno la loro volontà Ann ha un senso"). La donna compare anche in The Shakespeare Play (circa 1911) di Hubert Osborne e nel suo sequel The Good Men Do (1917), in cui si racconta di un ipotetico incontro tra la neo vedova Anne e la sua presunta rivale in amore, Anne Whateley. Anne Hathaway è raffigurata come una vecchia bisbetica nella prima opera, molto dispettosa verso la sua rivale nella seconda opera. Un rapporto gelido è raffigurato anche in Bingo di Edward Bond del 1973, in cui si racconta degli ultimi giorni di vita di Shakespeare, e nella serie televisiva del 1978 Will Shakespeare.
The World's Wife, una raccolta di poesie di Carol Ann Duffy, dispone di un sonetto intitolato Anne Hathaway, basato sul racconto del lascito di Shakespeare del famoso "secondo miglior letto". Duffy sceglie di considerare quel lascito come un memento del loro amore, in quanto si tratta del loro letto matrimoniale, e non quindi di un dispetto. Le avventure sessuali della coppia su quel letto sono invece descritte nel romanzo Mrs. Shakespeare: the Complete Works di Robert Nye, che finge di essere scritta in prima persona dalla stessa Anne, come se si trattasse di un'autobiografia.
Anche il racconto breve di Connie Willis Winter's Tale, che unisce le informazioni certe su Anne Hathaway con alcune teorie immaginifiche sull'identità di Shakespeare, dà al rapporto fra Shakespeare e la moglie connotazioni molto romantiche, sposando la tesi del lascito del "secondo miglior letto" come gesto d'amore.
Nel corso del suo spettacolo di lungo corso Mrs Shakespeare, Will's first and last love (1989) la scrittrice-attrice statunitense Yvonne Hudson descrive Anne e Shakespeare in buoni rapporti, nonostante le difficoltà inerenti alle loro lunghe separazioni e tragedie. La Hudson racconta del rispetto reciproco dei due coniugi, evidente dalle opere e dalle poesie del marito, insieme al supporto per le infatuazioni dello scrittore ed eventualmente alle relazioni adultere. Quindi anche la Hudson sceglie un punto di vista positivo del rapporto fra Shakespeare e la moglie. L'opera del 2005 Shakespeare's Will del commediografo canadese Vern Thiessen è molto simile nella forma all'opera della Hudson. L'intera opera gira intorno alla Hathaway il giorno del funerale del marito.
Il film Shakespeare in Love fornisce un esempio del punto di vista negativo, dipingendo il matrimonio come un legame freddo e privo di amore da cui Shakespeare fugge per trovare l'amore a Londra. La stessa situazione è descritta nel romanzo Per il trono d'Inghilterra (Ruled Britannia, 2002), nel quale Shakespeare riesce finalmente a separarsi dalla Hathaway per sposare la sua nuova fiamma dopo aver aiutato l'Inghilterra a liberarsi dal dominio spagnolo. Un simile rapporto privo di amore è descritto anche nel film del 2005 A Waste of Shame. In questo caso, la Hathaway è interpretata da Anna Chancellor
The Secret Confessions of Anne Shakespeare (2010), un romanzo di Arliss Ryan, propone Anne Hathaway come vera autrice di molte delle opere di Shakespeare (un'affermazione già fatta nel 1938). Nel romanzo, Anne segue Will a Londra per aiutarlo nella sua carriera di attore. Mentre lui scopre il suo vero talento nella scrittura, anche l'abilità nella letteratura di Anne fiorisce, portando la coppia a collaborare segretamente per rendere Shakespeare il drammaturgo più importante nell'Inghilterra elisabettiana.
In Nel nome del figlio. Hamnet di Maggie O'Farrell (2020), Anne Hathaway – ribattezzata Anges, come nel testamento del padre – è la protagonista del romanzo, che esplora il lutto della donna dopo la morte del figlio Hamnet. Nel romanzo, che ripercorre la storia di Anges e Shakespeare dal loro primo incontro, il rapporto tra i due coniugi è amorevole, anche se messo a dura prova dalla lontananza del marito, che vive a Londra per gran parte del tempo, e dalla morte del figlio undicenne. Le presunte tensioni matrimoniali e successivo riappacificamento tra Shakespeare ed Anne sono state portate sul grande schermo anche dal film di Kenneth Branagh Casa Shakespeare (2018), in cui Anne Hathaway è stata interpretata da Judi Dench.

## Il cottage di Anne Hathaway

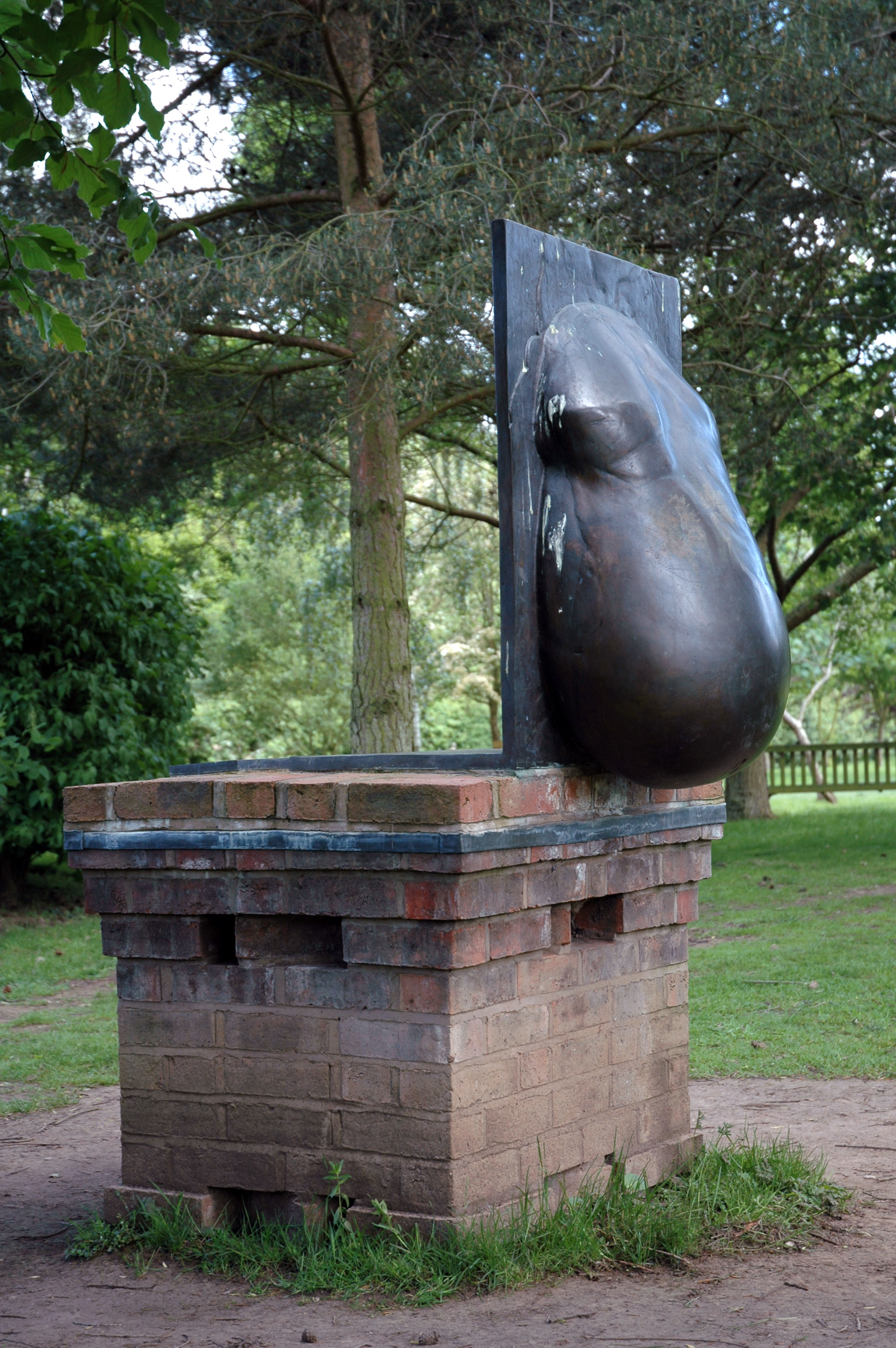
Falstaff: dettaglio di una scultura nel parco del giardino del cottage.

L'infanzia di Anne Hathaway trascorse in una casa vicino Stratford nel Warwickshire. Anche se viene spesso chiamato cottage, si tratta nella realtà di una spaziosa casa colonica con dodici stanze, attualmente circondata da un ampio giardino. Era conosciuta come Newlands Farm ai tempi di Shakespeare e copriva una superficie di più di 360 000 m² di terreno. Come in molte case del periodo, la casa aveva più camini per diffondere il calore in modo uniforme durante l'inverno. Il camino più grande era utilizzato in cucina. Ha anche visibile l'intelaiatura a traliccio, segno di riconoscimento dello Stile Tudor.
Dopo la morte del padre di Anne, la proprietà del cottage passò al fratello di Anne, Bartholomew. La casa fu tramandata di generazione in generazione nella famiglia Hathaway sino al 1846, quando problemi economici costrinsero gli Hathaway a vendere. Attualmente il cottage è gestito dalla fondazione Shakespeare Birthplace Trust, ed è allestito come museo aperto al pubblico.